# Aculeo (micologia)

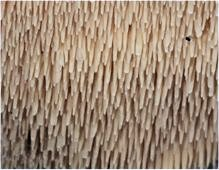
Aculei fungini

Gli aculei sono una delle forme nelle quali si presenta l'imenoforo dei funghi.

## Descrizione
Si tratta di filamenti di lunghezza molto variabile (a seconda dei casi) disposti sotto il cappello di determinate specie di funghi, congiungenti il margine col gambo. 
Detti anche a volte spine, costituiscono la parte dell'imenoforo del corpo fruttifero di alcuni funghi (le specie per antonomasia sono del genere Hydnum). Contrariamente a come si definiscono non sono affatto pungenti, anzi, sono molto fragili e a seconda della specie, dal colore chiaro passano al colore scuro con lo sviluppo del corpo fruttifero e possono leggermente indurirsi per essiccamento.
Come anche le lamelle o i tubuli, il loro scopo è quello di accrescere la superficie sulla quale possono svilupparsi (e poi disperdrrsi) le spore.

## Caratteristiche degli aculei
Le principali caratteristiche degli aculei da osservare sono:
- modo di inserzione al gambo
- colore nel fungo giovane e nel fungo maturo
- lunghezza

## Modo di inserzione al gambo
A seconda di come gli aculei si congiungono al gambo si definiscono:

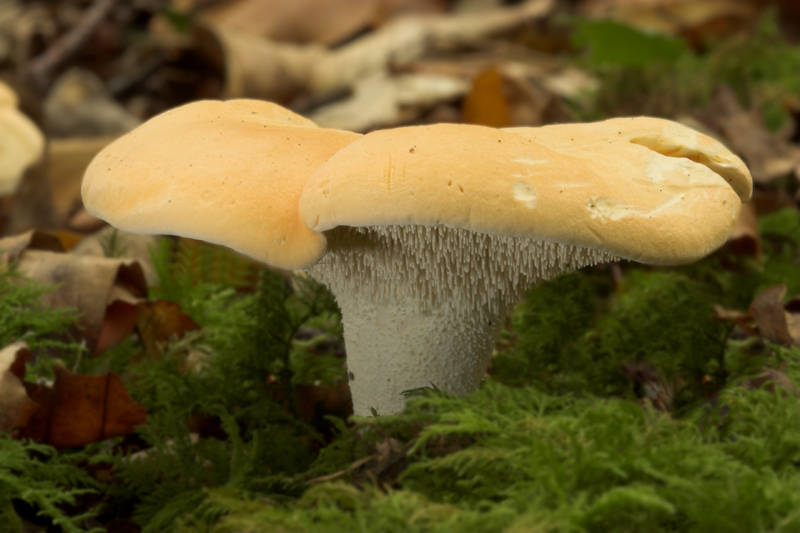
decorrenti (es. Hydnum repandum)
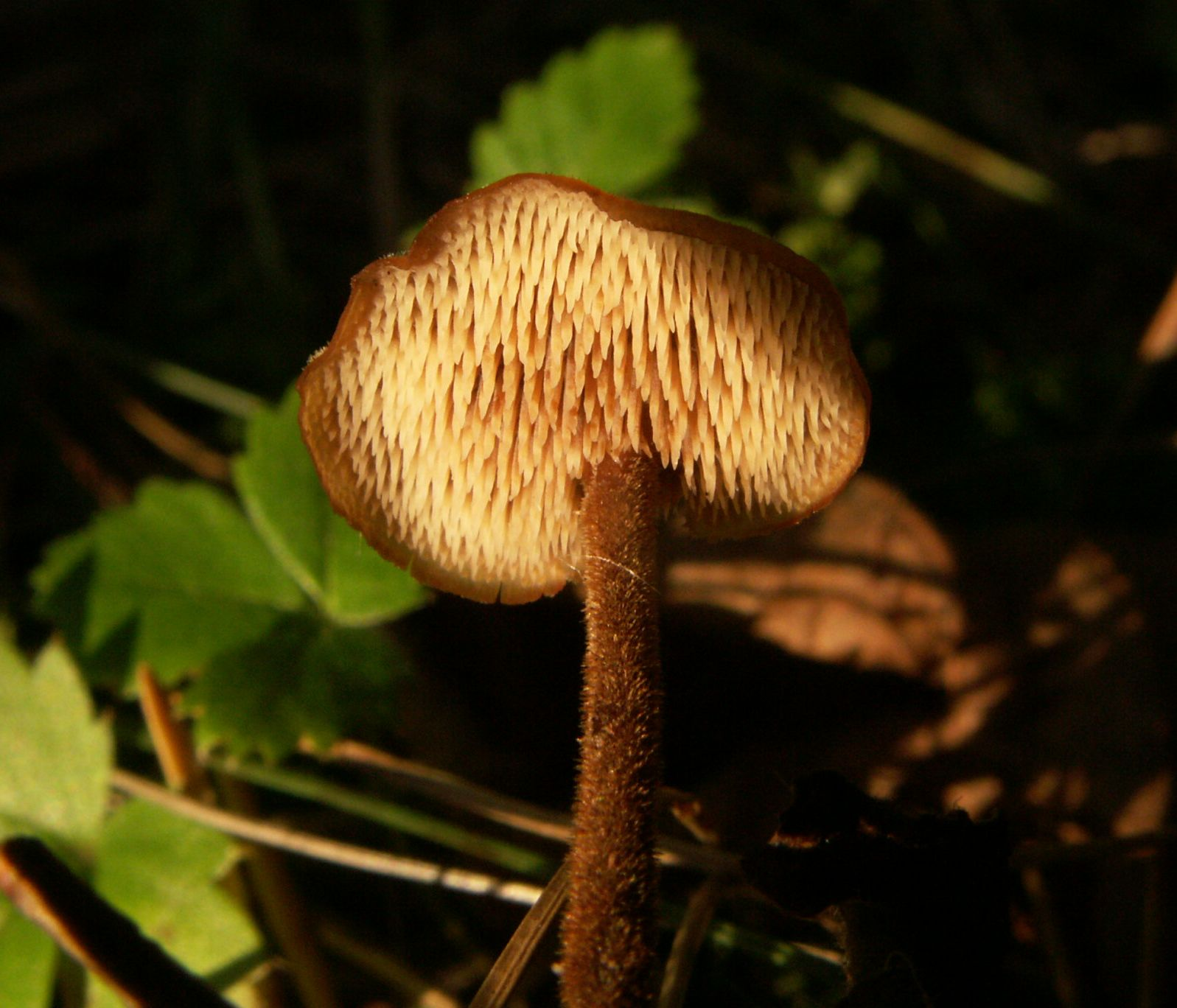
adnati (es. Auriscalpium vulgare)